# Fireboy
Fireboy é o segundo álbum solo de Grant McLennan, membro do The Go-Betweens. Foi lançado em 1993. Nas notas do álbum, McLennan disse que as músicas eram para Gloria Swanson, Kenneth Slessor, Brett Whiteley e Dean Martin.

## Lista de músicas
Todas as faixas escritas por Grant McLennan, exceto onde indicado.
1. "Lighting Fires" – 3:36
2. "Surround Me" – 3:55
3. "One Million Miles From Here" – 3:45
4. "The Dark Side of Town" – 3:46
5. "Things Will Change" – 2:45
6. "The Pawnbroker" – 8:12
7. "Whose Side Are You On?" – 3:09
8. "Fingers" (Grant McLennan, Dave Dobbyn) - 3:34
9. "Signs of Life" – 4:23
10. "The Day My Eyes Came Back" – 4:08
11. "Bathe (in the Water)" – 3:30
12. "When I Close My Eyes" – 1:24
13. "Riddle in the Rain" – 6:29

## Elenco
| Críticas profissionais | Críticas profissionais |
| Avaliações da crítica  | Avaliações da crítica  |
| Fonte                  | Avaliação              |
| ---------------------- | ---------------------- |
| Allmusic               | [ 1 ]                  |

- Grant McLennan - vocais, guitarras, pandeiro, maracas
- Dave Dobbyn - guitarras, teclados, vocais de fundo
- Ian Belton - baixo
- Pedro Bull - órgão, piano
- Michael Barclay - bateria, vocal de apoio
- Penny Flanagan - vocais ("Surround Me", "Bathe")
- Julia Richardson - vocais ("Surround Me", "Bathe")
- Karin Jansson - vocais ("The Dark Side of Town", "Things Will Change")
- Mae Moore - vocais ("Bathe")
- Nicky Ferguson - vocais ("Lighting Fires")
- Stephen Hurley - órgão ("Bathe")